# لاجوس كوشتش
لاجوس كوشتش (بالمجرية: Kocsis Lajos)‏ (بالمجرية: Lajos Kocsis)، من مواليد 17 يونيو 1947 ، لاعب كرة قدم هنغاري سابق.
لعب مع منتخب هنغاريا لكرة القدم.
توفي في بودابست في 9 أكتوبر 2000.

## روابط خارجية
- لايوش كوتشيش على موقع الاتحاد الأوربي (الإنجليزية)
- لايوش كوتشيش على موقع قاعدة بيانات كرة القدم.إي يو (الإنجليزية)
- لايوش كوتشيش على موقع ناشيونال فوتبول تيمز (الإنجليزية)
- لايوش كوتشيش على موقع عالم كرة القدم.نت (الإنجليزية)
- لايوش كوتشيش على موقع أوليمبيديا (الإنجليزية)
- لايوش كوتشيش على موقع اللجنة الأولمبية المجرية (الهنغارية)